# German Juniors 1995
Das German Juniors 1995 im Badminton fand vom 17. bis zum 19. März 1995 in der Sporthalle an der Berufsschule in Bottrop statt. Bottrop war damit zum sechsten Mal Ausrichter der Titelkämpfe. Es war insgesamt die 13. Austragung des bedeutendsten internationalen Juniorenwettbewerbs in Deutschland. Veranstalter war der Deutsche Badminton-Verband. 

## Sieger und Platzierte
| Disziplin    | Gold                               | Silber                      | Bronze                                  |
| ------------ | ---------------------------------- | --------------------------- | --------------------------------------- |
| Herreneinzel | Peter Gade                         | Rony Agustinus              | Wong Choong Hann                        |
| Herreneinzel | Peter Gade                         | Rony Agustinus              | Yohan Hadikusumo Wiratama               |
| Dameneinzel  | Martha Dewiyanti                   | Lee Kyung-won               | Lim Kyung-jin                           |
| Dameneinzel  | Martha Dewiyanti                   | Lee Kyung-won               | Park Se-yeon                            |
| Herrendoppel | Eng Hian Karel Mainaky             | Peter Gade Peder Nissen     | Patrick Ejlerskov Michael Lamp          |
| Herrendoppel | Eng Hian Karel Mainaky             | Peter Gade Peder Nissen     | Björn Logius Henrik Andersson           |
| Damendoppel  | Pernille Harder Christina Sørensen | Donna Kellogg Joanne Wright | Brenda Beenhakker Antoinette Achterberg |
| Damendoppel  | Pernille Harder Christina Sørensen | Donna Kellogg Joanne Wright | Lotte Jonathans Rachel Geertsen         |
| Mixed        | Kim Yong-hyun Yim Kyung-jin        | Lai Chun-yue Wu I-lun       | Dennis Lens Lotte Jonathans             |
| Mixed        | Kim Yong-hyun Yim Kyung-jin        | Lai Chun-yue Wu I-lun       | Peder Nissen Pernille Harder            |